# Handicap
Pour les articles homonymes, voir Handicap (homonymie).
Pour l’article ayant un titre homophone, voir Andy Capp.

Pictogrammes illustrant diverses formes de handicap.

Drapeau des personnes handicapées et de leurs droits.

Le handicap est la limitation des possibilités d'interaction d'un individu avec son environnement, menant à des difficultés psychologiques, intellectuelles, sociales ou physiques.
Le handicap est d'abord pensé comme relatif à une déficience provoquant une incapacité — permanente ou non — puis il est redéfini relativement à une inégalité de moyens, en intégrant l'idée que « des interventions destinées à lever les obstacles environnementaux et sociaux sont nécessaires ». 
Le terme de « handicap » a ainsi acquis en plus du médical une dimension sociale, et il renvoie aux difficultés de la personne dite « en situation de handicap » face à un environnement donné en matière d'accessibilité, d'expression, de compréhension ou d'appréhension. Le niveau de handicap, c'est-à-dire l'ampleur des limitations d'activité et de participation, est ainsi variable en fonction des contextes (sociétaux, humains, techniques, juridiques, etc.).
Le handicap affecte 80 millions de personnes en Europe et 650 millions dans le monde entier, voire un milliard de personnes selon le Rapport mondial sur le handicap de l'OMS et de la Banque mondiale en 2011. La prévalence du handicap dans 54 pays de l'étude de l'OMS est estimée à 15 % de la population mondiale, et dans 80 % des cas il s'agirait de handicaps invisibles. Seulement 10 % des personnes en situation de handicap disposent d'outils pour les aider dans leur vie quotidienne.
En France, il existe une différenciation de fait, lié à l'âge entre les personnes du troisième âge (voire du quatrième) et les personnes de moins de 60 ans qui seules relèvent de la politique sociale liée au handicap. Les personnes âgées atteintes de pathologies handicapantes relèvent de la politique sociale liée à la dépendance (allocation personnalisée d'autonomie) APA .

## Définitions

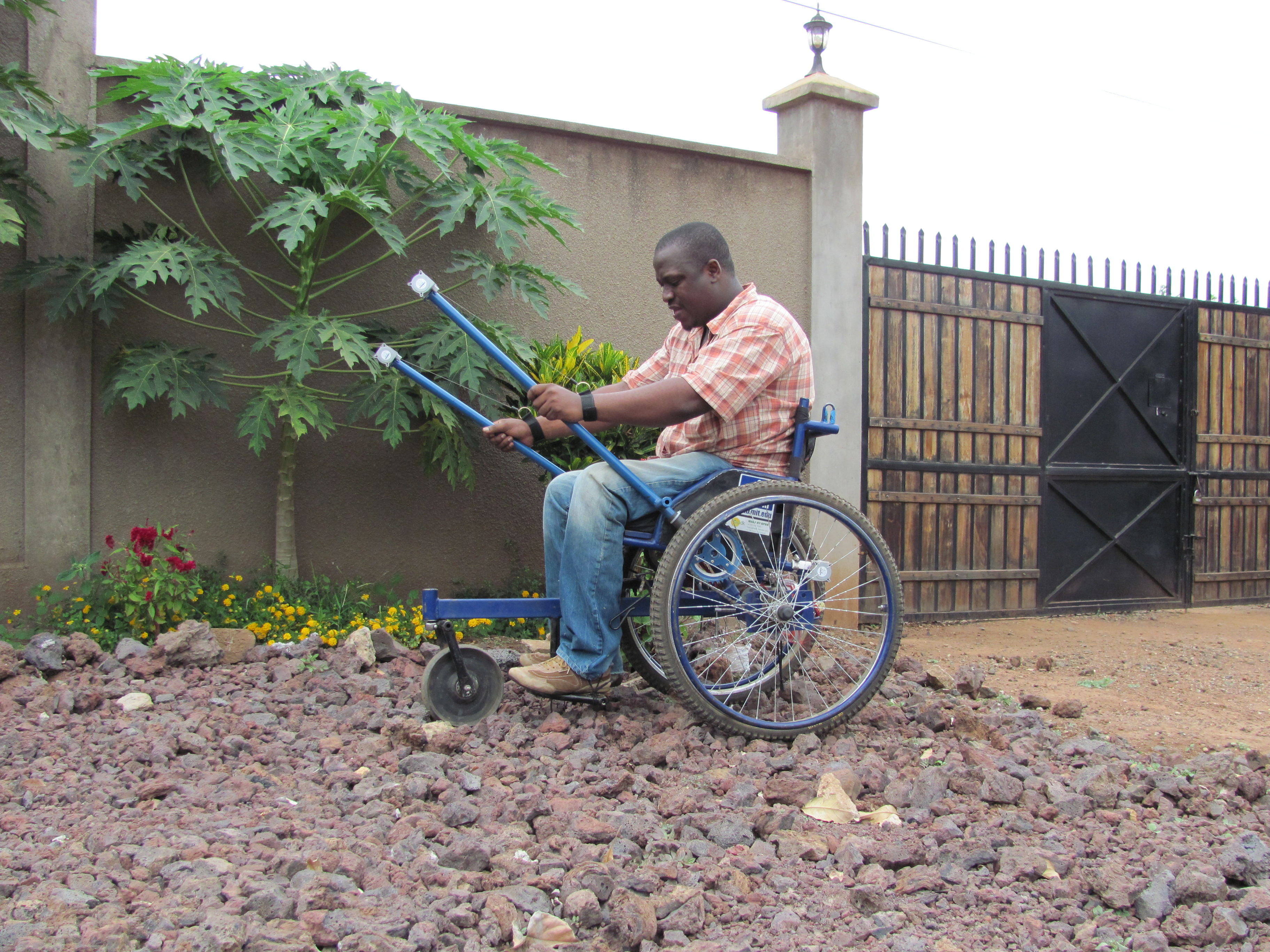
Le handicap est aujourd'hui aussi défini relativement à un contexte et aux moyens de compensation. Par exemple un terrain accidenté crée plus de handicap d'accessibilité qu'une surface plane, ce qui peut aussi être compensé par des moyens adaptés (ici un fauteuil roulant conçu par MIT Mobility Lab).

Le rapport mondial sur le handicap de 2011 présente le handicap comme une notion « complexe, évolutive, multidimensionnelle et controversée ». En 2015 l'OMS le présente ainsi :
« Le handicap n’est pas simplement un problème de santé. Il s’agit d’un phénomène complexe qui découle de l’interaction entre les caractéristiques corporelles d’une personne et les caractéristiques de la société où elle vit. Pour surmonter les difficultés auxquelles les personnes handicapées sont confrontées, des interventions destinées à lever les obstacles environnementaux et sociaux sont nécessaires. »
Différentes acceptions ont été formulées en fonction de ce à quoi on relativise le handicap, donnant lieu à diverses théories pour définir le handicap.

### Étymologie
Le substantif masculin handicap, attesté en 1827, a été emprunté à l'anglais handicap, probable contraction de hand in cap, signifiant littéralement « main dans le chapeau »,,,. Dans le cadre d'un troc de biens entre deux personnes, il fallait rétablir une égalité de valeur entre ce qui était donné et ce qui était reçu : ainsi celui qui recevait un objet d'une valeur supérieure devait mettre dans un chapeau une somme d'argent pour rétablir l'équité. L'expression s'est progressivement transformée en mot puis appliquée au domaine sportif (courses de chevaux notamment) au XVIIIe siècle. En sport, un handicap correspondait à la volonté de donner autant de chances à tous les concurrents en imposant des difficultés supplémentaires aux meilleurs.
Il apparaît dans le dictionnaire de l’Académie française dans les années 1920 dans le sens de mettre en état d’infériorité.

### Évolution des théories sur le handicap

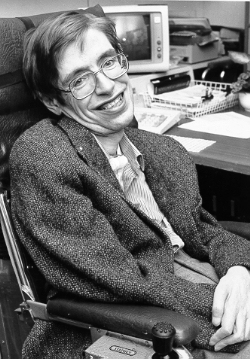
Stephen Hawking, chercheur et vulgarisateur de renommée mondiale, est atteint d'une sclérose latérale amyotrophique évolutive et utilise un synthétiseur vocal pour communiquer et diffuser ses connaissances. Le modèle médical présenterait ici le handicap physiologique d'une paralysie évolutive, tandis que le modèle environnemental tiendrait compte de l'époque, de la société et des moyens qui vont en accentuer ou en atténuer l'effet.

L'un des premiers philosophes à écrire sur le handicap, sans le nommer ainsi, fut Denis Diderot dans sa Lettre sur les aveugles à l'usage de ceux qui voient (1749). Au cours de la fin du XXe siècle, la notion de handicap a changé de référentiel, s’appliquant d'abord à l'individu puis à son interaction sociale et plus généralement avec l'environnement.
Selon la version 2019 du programme Quality Rights (voir Approche en santé mentale fondée sur les droits de l'homme) de l'Organisation mondiale de la santé, il existe différents modèles du handicap :
- modèle du handicap basé sur la charité ;
- modèle du handicap basé sur le médical ;
- modèle du handicap basé sur la société ;
- modèle du handicap basé sur les droits de l'homme.

#### Modèle médical et caritatif
Le handicap a longtemps été considéré comme un problème individuel, n’étant abordé que d’un point de vue médical ou caritatif,.
En 1980, l'épidémiologiste Philip Wood définit ainsi une vision médicale du handicap pour le distinguer de la maladie. Il sera adopté par l'Organisation mondiale de la santé[Quand ?]. La difficulté ou l'incapacité désignée est alors relative à l'individu ou à son état de santé, physique ou psychique.

#### Modèle social et environnemental
Le modèle social du handicap est né de la critique des interprétations des modèles médicaux, au cours des années 1970, au Royaume-Uni et aux États-Unis.
Dès le milieu des années 1980 d'autres modèles ont pris corps à partir des travaux d’organisation internationale (ONU, OMS, BIT…), ne faisant plus référence ni à la déficience, ni à l'incapacité mais aux interactions entre une personne et son milieu. On trouve ainsi les définitions suivantes issues des règles pour l'égalisation des chances des personnes handicapées, à la suite du programme des Nations unies (1982-1993) :
« Le handicap est fonction des rapports des personnes handicapées avec leur environnement. Il surgit lorsque ces personnes rencontrent des obstacles culturels, matériels ou sociaux qui sont à la portée de leurs concitoyens. Le handicap réside donc dans la perte ou la limitation des possibilités de participer, sur un pied d'égalité avec les autres individus, à la vie de la communauté (1982). »
« par handicap, il faut entendre la perte ou la restriction des possibilités de participer à la vie de la collectivité à égalité avec les autres. On souligne ainsi les inadéquations du milieu physique et des nombreuses activités organisées, information, communication, éducation, qui ne donnent pas accès aux personnes handicapées à la vie de la société dans l'égalité (1993). »
Le rapport à la normalité est alors abandonné au profit d’une définition du handicap relative à ce qui fait obstacle à la vie communautaire ; ce qui rejoint l'idée de Canguilhem qu'une norme n’est jamais biologique, mais est le produit d'un rapport entre vivant à son milieu.
On comprend ainsi plutôt le handicap comme un « désavantage social dont la société est en partie responsable », et pour incarner ce changement l'expression « handicapé » est souvent délaissée au profit d'autres expressions comme « personne en situation de handicap » afin de distinguer la personne des « situations de handicap rencontrées dans sa vie ». Selon le professeur Claude Hamonet « on accentue la stigmatisation de la personne que l’on qualifie de « handicapée », comme si la responsabilité de ce qui se passe pour elle lui revenait ». Une autre expression proposée, cette fois-ci par Patrick Fougeyrollas, est « personne vivant des situations de handicap » puisqu’une personne peut vivre une alternance ou même un spectre de situations entre participation sociale et handicap. Par exemple, une personne qui a un handicap mental ne rencontre pas d'obstacle physique ou autre au fait d'entrer dans un bus, à la manière d'une autre personne en fauteuil roulant, mais peut nécessiter un soutien particulier pour le développement de ses facultés cognitives.
Selon le modèle social, le handicap est compris comme résultant des interactions entre les personnes avec des limitations réelles ou perçues et des obstacles dans les attitudes ou les environnements qui entravent leur participation pleine et entière à la société de la même manière que les autres (préambule à la Convention relative aux droits des personnes handicapées).

#### Études critiques sur le handicap
Tant le modèle médical que le modèle social reposent sur une conception de ce qu’est la « normalité ». Que l’accent soit mis sur des facteurs médicaux, individuels ou sociaux, ou encore sur leur interaction, il affecte la manière dont des êtres humains sont perçus. Si désormais certains termes sont bannis, parce que jugés stigmatisants, la hiérarchie sociale perdure entre personnes considérées ou non comme « normales ». Elle est toutefois contestée par de nouvelles approches scientifiques telles que les études critiques sur le handicap (Critical Disability Studies). Ces études, si elles sont passablement développées dans le champ anglophone de recherches sur le handicap, sont encore peu connues dans le monde francophone. Un ouvrage scientifique co-dirigé par J.-P. Tabin, M. Piececk, C. Perrin et I. Probst propose de combler cette lacune, au travers de différentes contributions qui analysent le traitement social du handicap, l’expérience qu’en font les personnes concernées, et interrogent ce qu’est cette « normalité ».

### Politiques et législation
- États partis à la Convention
- États ayant signé, mais non ratifié la Convention
- États non-signataires

États partis à la Convention
États ayant signé, mais non ratifié la Convention
États non-signataires
Carte des pays ayant ratifié la Convention relative aux droits des personnes handicapées.

À l’échelle internationale, la notion de handicap renvoie principalement à la définition de l'Organisation mondiale de la santé (OMS) citée plus haut, ainsi qu'au système de classification présenté plus bas, mais il existe également une convention relative aux droits des personnes handicapées qui engage au 5 novembre 2015 les 160 pays signataires (157 l'ont ratifiée), et un protocole facultatif signé par 92 pays (ratifié par 88). 
Les politiques sur le handicap dépendent néanmoins du système législatif de chaque État avec une prise en compte au sens moderne qui commence à la fin du XXe siècle.

#### En France
En France, la loi handicap du 11 février 2005 définit légalement le handicap comme suit : « Constitue un handicap, au sens de la présente loi, toute limitation d'activité ou restriction de participation à la vie en société subie dans son environnement par une personne en raison d'une altération substantielle, durable ou définitive d'une ou plusieurs fonctions physiques, sensorielles, mentales, cognitives ou psychiques, d'un polyhandicap ou d'un trouble de santé invalidant. »
Des étapes législatives ont précédé cette loi, depuis la création de l'Office national des anciens combattants et victimes de guerre (ONAC) en passant par plusieurs lois sur le handicap, notamment :
- 1975 (30 juin) : Une loi fait de l'intégration des personnes handicapées une obligation nationale, ce qui remplace l'ancienne conception basée sur la perception de pension de groupe spécifique (accidentés de travail et invalides de guerre)[26] ;
- 1987 (10 juillet) : Loi sur 3 principes , la non-discrimination, le droit aux aides et services spéciaux, et l'intégration par l'emploi avec l'instauration de quotas[26] ;
- 1990 : introduction du délit de discrimination[26].

#### En Europe

Logo fauteuil roulant en Estonie

Au sein de l'Union européenne, il y a 80 millions de handicapés en Europe, soit 16 % de la population ou un Européen sur six. C'est considéré comme la première des causes de discrimination en Europe.
Le taux d'emploi des personnes handicapées varie beaucoup d'un pays à l'autre : 66,2 % en Suède, 60 % au Luxembourg, en Autriche ou en Finlande, 56,2 % en France (00:25:50)
De façon globale, l'Union européenne pose la question en termes de non discrimination en raison des handicaps. Concernant l'emploi, la directive 2000/78/CE du Conseil européen du 27 novembre 2000 incite les États membres à respecter un cadre général en faveur de l’égalité de traitement en matière d’emploi et de travail des personnes handicapées et introduction du concept concret d’« aménagement raisonnable ».

## Catégories de handicap

### Classification internationale
Créée en 1980, la classification internationale des handicaps (CIH) s'appuie à l'origine sur les travaux du Dr Philip Wood, épidémiologiste de l'Université de Manchester qui analyse le handicap en trois points : la déficience, l'incapacité et le désavantage social ou handicap proprement dit.
Cette classification est révisée en 2001 et renommée Classification internationale du Fonctionnement, du handicap et de la santé (CIF). Adoptée par 200 pays, cette nouvelle classification distingue quatre notions :
- fonction organique (fonction mentale, sensorielle, digestive, etc.), c'est-à-dire le domaine de fonctionnement corporel ;
- structure anatomique (structure du système nerveux, structure liée au mouvement…) qui situe l'organisation physique en jeu ;
- activité et participation (activité de communication, de mobilité…) qui identifie les fonctionnements concernés ;
- facteurs environnementaux (produit et système technique, soutien et relation…) qui relie aux facteurs extérieurs potentiellement handicapants.

## Typologies médicales du handicap
Ces typologies de handicap ne sont pas adoptées par les organismes internationaux mais sont distinguées selon leurs causes médicales :
- le handicap physique recouvre l’ensemble des troubles pouvant entraîner une atteinte partielle ou totale de la motricité[32] ;
- le handicap sensoriel regroupe les difficultés liées aux organes sensoriels, avec notamment le handicap visuel[33] ainsi que le handicap auditif[34] ;
- le handicap mental ou intellectuel est une limitation dans la rapidité des fonctions mentales sur le plan de la compréhension, des connaissances et de la cognition[35] ;
- le handicap cognitif regroupe des difficultés en termes de facultés d'apprentissage ou de perception de l'environnement spécifiques à une ou plusieurs catégories de compétences[36].

Certaines législations, comme celle de la France, font la distinction entre handicap mental, handicap psychique, et handicap cognitif. L’OMS pour sa part, emploie le terme de « déficience intellectuelle » pour le handicap mental.
En sus, il faut ajouter la spécificité des personnes polyhandicapées, c'est-à-dire celles qui conjuguent plusieurs handicaps.

### Classification en fonction de la date de survenue
En fonction de la date de survenue du handicap :
- le handicap d'origine prénatale (chromosomique ou génétique), les embryofœtopathies infectieuses de survenue précoce (20 à 35 %) ;
- le handicap de l’enfant d'origine périnatale entre 22 semaines d’aménorrhée et huit jours post-nataux (30 à 60 %) ;
- le handicap d'origine post-natale (infectieuse, tumorale ou traumatique) (5 à 10 %).

#### Origine prénatale
- génétique ;
- chromosomique ;
- embryofœtopathies (cytomégalovirus, toxoplasmose, rubéole, herpès…) ;
- anomalie cérébrale : hydrocéphalie, microcéphalie… ;
- anomalie congénitale multiple avec ou sans retard mental ;
- hémorragie et accidents vasculaires cérébraux anténataux ;
- si supérieure à 34 semaines d'aménorrhée : imagerie cérébrale anormale (leucomalacie péri-ventriculaire…) et absence d’événement péri/néonatal.

#### Origine péri ou néonatale
À 34 semaines d'aménorrhée et moins :
Vraisemblable
- hémorragie de grade III ou IV d’origine péri/néonatale identifiée ;
- œdème/souffrance cérébrale lié à un choc ou souffrance néonatale (insuffisance viscérale et réanimation) ;
- bactériémie et infection du système nerveux centrale d’origine péri/néonatale identifiée ;
- imagerie cérébrale initiale normale puis apparition des images (leucomalacie péri-ventriculaire ou hémorragie intra-ventriculaire) qui ne répondent pas aux critères anténatals.

Probable
- Apgar bas inférieur 3 à 5 minutes ou 5 à 10 minutes, ou pH inférieur 6,9 ;
- ventilation assistée de plus de 7 jours ou pneumothorax.

Après 34 semaines d'aménorrhée:
- hémorragie ou AVC d’origine péri/néonatale identifiée ;
- œdème/souffrance cérébrale lié à un choc ou souffrance néonatale : insuffisance viscérale et réanimation ;
- bactériémie et infection du système nerveux centrale d’origine péri/néonatale identifiée ;
- encéphalopathie hypoxique ischémique (Apgar inférieur à 5 à 1 ou 5 minutes, réanimation/ventilation, convulsions avant le troisième jour).

## Causes

### Déficiences
Une déficience est une « perte de substance ou altération définitive ou provisoire, d'une structure ou fonction psychologique, physiologique ou anatomique ». Ce terme dans la traduction française est plus global que celui de trouble, qui n'inclut pas de perte de substance.
Les déficiences sont des problèmes du corps, des écarts par rapport à la situation normale. Les lésions des structures anatomiques et les limitations des fonctions organiques et psychiques sont diagnostiquées. La déficience peut être la conséquence (le symptôme) d'une maladie, mais elle n'est pas la maladie elle-même. Par exemple, une perte de l'audition peut être la conséquence d'une pathologie (otite, encéphalites, oreillons), d'un traumatisme mineur, d'un traumatisme majeur, d'une anomalie génétique ou du vieillissement.
Une dimension subjective, « c’est-à-dire de ce que ressent la personne qui vit des situations de handicap » est ajoutée aux trois autres que sont « la modification du corps », « la limitation fonctionnelle », et « les obstacles dans les situations de vie ».
Si les déficiences ont toujours une cause organique ou psychique, elles recouvrent un domaine plus vaste que la notion de trouble ou de maladie, donc une déficience ne doit pas nécessairement être considérée comme une maladie ; elle peut notamment résulter d'un traumatisme d'origine externe (accident, agression, blessure de guerre...) ou d'un mode de vie.
En effet certains facteurs environnementaux peuvent entraîner l’apparition de maladies. La malnutrition dont le manque d’accessibilité à l’éducation nutritionnelle et l’offre alimentaire, les disparités économiques et sociales, l’absence de pratique d’une activité physique régulière, l’exposition à des polluants (air respiré, pollution sonore), le stress, etc., ont des impacts néfastes sur le corps humain.
C’est le cas de l’obésité définie comme une accumulation anormale ou excessive de graisse qui présente un risque pour la santé. Cette maladie résulte d’une prédisposition génétique à la prise de poids, accentuée par une consommation excessive d’aliments caloriques et une activité physique insuffisante. Sa méthode de calcul est l’indice de masse corporelle.
Cette pathologie entraîne un handicap pour les personnes atteintes. Ce handicap peut être un handicap physique ou renvoyer au modèle social du handicap.
Ce handicap entraîne de multiples conséquences.

## Conséquences
Le handicap entraîne des conséquences sur l’intégration sociale (exclusion ou incompréhension dus à l’intolérance sociale voire médicale), sur la vie personnelle de l’individu (altération de la qualité de la vie, limitation d’activités, dépression) et des impacts sur la vie professionnelle (discrimination, moindre rémunération, difficulté d’intégration).

### Discrimination
Le handicap est reconnu en France comme étant un facteur de discrimination. Ainsi cette reconnaissance du handicap en tant que motif discriminatoire ouvre droit à une égalité de traitement, pour les personnes dans cette situation, tant dans l’accès à l’emploi que dans leur maintien dans une activité professionnelle et ce, jusqu’à la rupture du contrat de travail.Par ailleurs, l’état de santé est aussi une discrimination retenue par le Code du travail.
Lorsque la discrimination est reconnue, l’auteur est susceptible d’encourir tant des sanctions civiles que pénales.

### Avortements et stérilisations forcés
D'après l'Organisation mondiale de la santé (OMS) dans son rapport Reproductive, maternal, newborn and child health and human rights: A toolbox for examining laws, regulations and policies publié en 2014, les femmes qui appartiennent à des minorités ethniques, qui vivent avec le virus de l'immunodéficience humaine ou avec un handicap sont particulièrement sujettes aux avortements forcés, ce qui constitue une atteinte aux droits humains.
D'après Human Rights Watch, les femmes et les filles qui vivent avec un handicap sont victimes de stérilisation forcée et d'avortement forcé en raison d'un attitude discriminatoire quant à leurs aptitudes parentales.
D'après le Fonds des Nations Unies pour la population dans le document Promoting sexual and reproductive health for persons with disabilities, publié en 2009, de nombreuses personnes avec handicap subissent stérilisations contraintes, avortements forcés ou mariages forcés : les personnes avec handicap sont régulièrement lésées dans leurs droits reproductifs, y compris par la pratique d'avortements sans consentement.
En 2014, plusieurs ONG — Haut-Commissariat des Nations unies aux droits de l'homme, ONU Femmes, UNAIDS, Programme des Nations unies pour le développement, Fonds des Nations Unies pour la population, UNICEF et OMS — publient une déclaration conjointe pour appeler à l'élimination des stérilisations forcées. Le comité pour les droits des personnes avec handicap invite les États à intervenir sur les législations et les procédures administratives afin d'interdire les stérilisations contraintes et les avortements forcés car il s'agit d'une atteinte au droit de fonder une famille et de la conserver, droit qui s'étend aux personnes avec handicap.

#### Obésité
Depuis un arrêt de la CJUE, l’obésité est reconnue comme un handicap professionnel, pouvant donc faire partie des facteurs de discrimination.
En l'espèce, dans cette affaire, Monsieur Kaltoft était salarié de la Billund Kommune en qualité d'assistant maternel, où il travaillait depuis 15 ans. Le 1er novembre 2010, la Billund Kommune l'informait de son intention de le licencier. Le licenciement sera formellement notifié à l’intéressé par une lettre du 4 novembre 2010 et Monsieur Kaltoft sera alors invité à soumettre des observations à cet égard. C'est alors par une lettre du 10 novembre 2010 qu'il exprimait son sentiment d'être licencié à cause de son obésité. Monsieur Kaltoft sera finalement licencié par une lettre du 22 novembre 2010 dans laquelle la Billund Kommune ne fera aucune observation sur le sentiment exprimé par Monsieur Kaltoft, relatif à son réel motif de licenciement. En effet, durant toute l'exécution de son contrat, il a été reconnu comme « obèse » au sens de la définition fournie par l'Organisation Mondiale de la Santé (précitée ci-dessus).
Ainsi, dans son arrêt du 18 décembre 2014, la CJUE a énoncé que le droit de l'Union ne consacre pas de principe général de non-discrimination en raison de l'obésité, pour ce qui concerne l'emploi et le travail. Toutefois, selon l’interprétation de la définition du handicap donnée par la directive 2000/78/CE l'obésité d'un travailleur constitue un handicap.

### Limitations d’activités
Historiquement on répertorie dans ce domaine des limitations d'activité — avec ou sans consentement de la personne — les malades, puis les estropiés des membres inférieurs (personnes à mobilité réduite) et supérieurs, les déficients visuels, les déficients sensitifs.
La dangerosité sociale est traitée par le droit local face à des maladies transmises génétiquement comme la schizophrénie par une limitation de type confinement ou suivi de traitement. Certains pays pratiquent, ont pratiqué, la stérilisation des individus.
La limitation est compensée par l'apport médical de solutions dans des situations limites du quotidien (chutes du fauteuil roulant, apprendre à langer bébé pour une maman qui n'a plus ses mains, etc.).
Par ailleurs les personnes atteintes devant être aidées peuvent éventuellement d'après le droit local avoir des prestations sociales selon les assurances sociales.
Cela renvoie aussi aux troubles psychiques, aux anomalies congénitales ou génétiques, voire aux effets de l'âge, de la grossesse, du mode de vie (alcool, surpoids), qui peuvent entraîner des maladies et infirmités avec amputations, des déficiences ou se surajouter aux effets d'une déficience. Par exemple l'impact d'une déficience motrice sur les possibilités de déplacement pourra être aggravé par une surcharge pondérale.
Et de ce fait le suivi médical est possible, il peut être vu comme nécessaire au vu des progrès techniques scientifiques et sociaux et conseillé pour des raisons éthiques, économiques, etc.

### Environnement
L'environnement ou les facteurs contextuels ont un impact considérable sur le handicap. Ils désignent tous les aspects du monde dans lequel évolue un individu et qui ont une influence sur les situations de vie auxquelles la personne handicapée est confrontée. Les facteurs contextuels, tels que l'accès aux soins (les aides techniques et prothèses), l’accessibilité des bâtiments et des organisations, la législation en vigueur. C'est également l'attitude des institutions et de l'ensemble de la société sur les déficiences de l'individu.

## Politiques sociales

### Intégration et inclusion
L'intégration des personnes en situation de handicap renvoie à l'accessibilité de leur environnement : le logement, l'accès aux lieux publics et les transports.
L'intégration scolaire peut impliquer un accompagnement adapté mobilisant un auxiliaire de vie scolaire, et l'intégration dans la vie professionnelle (centre de réadaptation, emploi réservé, travail protégé en entreprise adaptée en établissement ou service d'accompagnement par le travail) implique diverses structures (en France, MDPH, AGEFIPH, et associations spécifiques à chaque handicap).
En Suisse, l’inclusion scolaire des enfants ayant une déficience s’inscrit dans le vaste chantier de la réforme des politiques d’accompagnement des personnes en situation de handicap, politiques qui ont fait de l’intégration leur cheval de bataille. Une étude menée en Suisse romande relève deux sortes de défis auxquelles les familles d’enfant ayant une déficience doivent faire face : la « jeunesse » des dispositifs d’évaluation et d’orientation scolaire, et les lacunes en matière de soutien à l’organisation de la vie quotidienne (milieux ordinaires pas encore suffisamment préparés à accueillir des enfants en situation de handicap, ressources externes indispensables à l’inclusion scolaire encore lacunaires dans beaucoup de régions).

#### Accompagnement
L'indépendance n'est pas uniquement fonctionnelle, elle implique également d'avoir la capacité à exprimer des choix de vie (on peut rappeler que la vraie liberté pour Kant est l'expression de ses choix dans un monde rempli de contraintes). Accompagner la personne, ce n'est pas vouloir pour elle mais lui permettre d'exprimer librement ses choix personnels. Si la véritable autonomie est la capacité à exprimer ses choix, l'individu handicapé peut être citoyen libre tout en ayant une autonomie fonctionnelle limitée, cette incapacité fonctionnelle pouvant être compensée par un accompagnement ainsi que des aides humaines et techniques. Cette manière de voir est une nouvelle vision éthique de l'accompagnement. De ce fait, l'accompagnement de la personne en situation de handicap n'a rien de systématique. La plupart des personnes handicapées sont autonomes, mais certaines d'entre elles ne peuvent vivre sans aide humaine ou technique.
L'accompagnement peut être une aide partielle ou totale, humaine et technique, pour accomplir des actes élémentaires de la vie quotidienne, la personne gardant une entière liberté de choix : une aide constante due aux difficultés fonctionnelles ou cognitives ; une aide dans la gestion de ses revenus et de son patrimoine liée à des difficultés de discernement du jugement. La personne handicapée peut avoir une incapacité juridique (tutelle, curatelle, sauvegarde de justice) tout en exprimant personnellement une autonomie dans ses choix de vie, comme vivre dans un logement personnel et être sous le régime de l'incapacité juridique. Le rôle du tuteur est alors de respecter les choix de la personne tout en la protégeant sur le plan financier.
Lorsque la personne handicapée a toutes capacités de jugement, elle tend de plus en plus à être l'organisateur de son accompagnement, en devenant l'employeur de ses accompagnateurs (appelés plus fréquemment auxiliaires de vie). En France, les conseils départementaux attribuent à cette fin une allocation mensuelle sur décision de la Commission des droits et de l'autonomie des personnes handicapées (CDAPH) qui siège à la Maison départementale des personnes handicapées (MDPH). De même, l'allocation personnalisée d'autonomie (APA) est versée aux personnes âgées dépendantes à domicile, afin de les maintenir le plus possible dans leur logement. Cette vision de l'autonomie s'oppose à celle d'une grande dépendance, classiquement prise en charge en établissement spécialisé. Cette évolution rejoint celle de la désinstitutionnalisation. Il s'agit de s'orienter vers des prestations personnalisées, ceci de deux manières qui ne sont pas incompatibles : le maintien à domicile et le séjour ou la domiciliation en établissement adapté. L'incapacité juridique n'est ainsi plus liée au type de domicile mais à l'altération du jugement. La personne peut être domiciliée en institution et avoir toute sa capacité juridique.

#### Aides et hébergements
C'est la solution la plus classique des établissements sociaux et médico-sociaux pour les adultes lourdement handicapés : cérébrolésés — handicapés mentaux — polyhandicapés. Ces établissements participent au service public de l'action sociale et médico-sociale, et contribuent à la mise en œuvre de la politique de santé publique (en France définie par la loi no 2004-806 du 9 août 2004).
En France, les EHPAD et les USLD accueillent des personnes très lourdement handicapées de 60 ans ou plus, souvent grabataires ou atteintes de démences (DTA, AVC, syndrome de Korsakoff), du VIH ou de maladies mentales sévères mais stabilisées, ou cérébrolésées orientées dans ces services par les SSR et les MDPH. Dans ces établissements, la prise en charge doit s'inscrire dans le cadre de la loi 2002-2. Néanmoins elle reste encore parfois de type hospitalier (approche sociale et éducative souvent trop absente). Ces établissements peuvent être gérés par des associations, des entreprises, des établissements médico-sociaux publics autonomes, des hôpitaux (sous forme de budget annexe), ou encore par des collectivités locales (le plus souvent les communes ou les départements).
Les différences entre établissements médico-sociaux sont liées aux modes de financement différent suivant la sévérité du handicap. Historiquement, elles accueillent des personnes souffrant de pathologies chroniques qui ne sont plus prises en charge à l'hôpital psychiatrique du fait de la mise en place des secteurs et de l'orientation du soin en ambulatoire et vers la prise en charge des situations de crise. Cette orientation a conduit à la suppression de milliers de lits, donc à un glissement de la prise en charge des oligophrènes vers le médico-social. Par exemple, une association comme l'Anais est passée d'un seul établissement à plus de 77 entre 1960 et actuellement. Cette association accueille plus de 3 200 personnes. Ce n'est pas la seule association à avoir eu un tel développement. Dans le même temps, le CHI de Clermont qui accueillait, en 1939, 4 000 malades hospitalisés, en accueille 980 en hospitalisation complète en 2015. Tous les hôpitaux psychiatriques en France ont vécu cette orientation.
En France, ces structures ont parfois mauvaise presse : la prise en charge des déficients mentaux n'est pas valorisée, le nursing est considéré comme moins intéressant que le travail d'insertion, de ce fait le personnel AMP (aide médico-psychologique) est moins qualifié que les éducateurs spécialisés, alors que le travail de nursing des AMP est très important pour une prise en charge de qualité. Comme dans les HP du XIXe siècle, la relégation à la campagne ou dans le Massif central reste une orientation largement pratiquée, elle a pour effet l'éloignement psycho-affectif du milieu familial et une socialisation uniquement limitée au milieu rural alors que la majorité de ces personnes sont en fait originaires du milieu urbain. La décentralisation n'a pas complètement modifié cet état de fait. Les conseils généraux des zones plus urbaines préférant le financement dans un département éloigné à la création d'une structure nouvelle.
Ce qui révèle l'absence de la liberté de choix du domicile pour les personnes atteintes de handicap sévère : le mode de vie collectif qui y est imposé de facto heurte l'aspiration contemporaine à l'individualisme. Il rappelle le temps de l'orphelinat ou de l'asile. Dans ce milieu, la personne handicapée se trouve vivre avec parfois uniquement d'autres personnes handicapées, ce qui n'est pas favorable au développement de la personne atteinte de retard mental ou psychique. L'institution a tendance, y compris pour des raisons économiques, à prendre en charge toutes les dimensions de la vie quotidienne, levers, loisirs, repas, entretien du linge, gestion de l'argent de poche et soins médicaux. L'absence d'autonomie est considérée même par les professionnels comme co-substantielle de la personne « handicapée ». Dans ces conditions, devenir autonome dans une institution qui vous prend complètement en charge est un oxymore. La vie affective et sexuelle n'est pas favorisée d'une manière générale pour toute personne atteinte de handicap sévère et tout particulièrement pour celles vivant en institution. Parfois, la « découverte » de maltraitance jette l'opprobre sur ces « institutions ». La personne handicapée est confrontée au savoir des professionnels par rapport au contenu de son dossier, bref à une équipe « sachant » ce qui est bien pour le jeune ou le résident, qui de ce fait là n'écoute pas ce que dit ou souhaite l'usager. En conséquence, elle se disqualifie pour être l'organisatrice de l'accompagnement de la personne handicapée. Ces établissements ne sont pas pour autant en perte de vitesse, car des places nouvelles sont programmées. En revanche ils doivent évoluer sur les prestations qu'ils offrent (en mettant par exemple en place des solutions souples d'accueil temporaire ou de journée). La majorité sont associatifs à but non lucratif. Beaucoup sont gérés par des associations, de parents ou d'origine caritative et philanthropique. Certains sont gérés par des mutuelles ou les UGECAM de la sécurité sociale. Certaines structures sont tournées vers le travail adapté. Par exemple en France les établissements et services d'accompagnement par le travail (ESAT, ex CAT [centres d'aide par le travail]) sont des structures médico-sociales qui équilibrent la production et l'accompagnement social des travailleurs handicapés.
Aux ESAT français sont souvent adossés des foyers d'hébergement qui logent des adultes avec un accompagnement psycho-éducatif. Les personnes qui ne sont pas aptes à travailler, peuvent être accueillies dans un foyer de vie (parfois appelé « foyer occupationnel »). Les personnes atteintes de handicaps très graves peuvent être accueillies en maison d'accueil spécialisée, réservée aux personnes polyhandicapées, autistes, maladies mentales sévères, cérébro-lésés. Leur financement relève de l'assurance maladie. Les établissements les plus dynamiques recherchent une adaptation constante de leur approches éducatives pour mieux favoriser le développement et l'autonomisation, Snoezelen, l'éducation conductive. Cette dynamique est très importante pour les établissements pour enfants polyhandicapés. Le foyer d'accueil médicalisé (FAM) est une structure assez analogue à la maison d'accueil spécialisée (MAS), mais son rôle est moins cadré, le financement relève d'une convention Conseil départemental – Assurance maladie.

#### Maintien à domicile en France
Le maintien à domicile des personnes handicapées implique la création de services divers leur permettant de vivre en milieu ordinaire malgré le handicap. Il convient tout d'abord d'insister sur le rôle essentiel joué par le corps médical et paramédical, libéral ou hospitalier. Pour certains handicaps, cet accompagnement peut suffire.
Pour les très jeunes enfants, il s'agit d'abord d'un soutien apporté par la protection maternelle et infantile (PMI) et les centres d'action médico-sociale précoce (CAMSP). Pour les enfants, cette mission est partagée avec l'Éducation nationale : Classe pour l'inclusion scolaire (CLIS), Unité localisée pour l'inclusion scolaire (ULIS), institut médico-éducatif (IME), institut médico-professionnel (IMPro), Service d'éducation spécialisée et de soins à domicile (SESSAD)), et, dans certains cas, avec les services de pédopsychiatrie (Centre médico-psychologique (CMP), centre médico-psycho-pédagogique (CMPP). Pour les adultes, d'autres services existent, comme les sites pour la vie autonome (SVA), désormais le plus souvent intégrés dans la Maison départementale des personnes handicapées), les services d'aide et d'accompagnement à domicile (SAAD), les services de soins infirmiers à domicile (SSIAD), les services d'accompagnement à la vie sociale (SAVS), les services polyvalents d'aide et de soins à domicile (SPASAD), les services d'accompagnement médico-social pour adulte handicapé (SAMSAH). Il faut aussi noter la réponse importante que peut constituer l'accueil familial.
Le coût annuel du maintien à domicile d'une personne âgée dépendante est 2,8 fois inférieur au placement en établissement.

#### Bientraitance et éthique
Du fait de toutes ces difficultés ces institutions doivent se rénover. L'approche éthique de l'accompagnement se résume en trois principes :
- ne pas vouloir pour l'autre, respecter sa liberté de choix ;
- faire de l'usager et de sa famille les partenaires de son projet [72];
- évaluer la qualité de mon intervention personnelle en tant qu'accompagnateur (éthique de la responsabilité), tracer par écrit mon intervention personnelle de manière à permettre son évaluation.

Toutes choses contraires à la culture du socio-éducatif : il est bien plus facile au quotidien et économiquement à court terme (financement des ESSMS sur enveloppes fermées) de faire et de choisir à la place de la personne. Les familles ont souvent mauvaise réputation (familles à problèmes, mères envahissantes, œdipe irrésolu…). La supervision d'orientation analytique et l'analyse institutionnelle largement pratiquées en favorisant l'expression et la circulation de la parole comme symptôme du fonctionnement institutionnel a beaucoup de mal à entrer dans le cadre formel de l'écrit tracé de l'évaluation, chose qui est beaucoup plus simple pour les approches d'inspiration béhavioriste.
La loi no 2002-2 du 2 janvier 2002 rénovant l'action sociale et médico-sociale a institué des réformes susceptibles d'améliorer le fonctionnement de ces institutions : projet d'établissement, conseil de la vie sociale, contrat de séjour, charte des droits et libertés de la personne accueillie, autoévaluation, évaluation externe, livret d'accueil.
Des programmes systématiques d'inspection sont actuellement mis en œuvre par les DTARS (Délégations Territoriales des Agences Régionales de Santé, ex DDASS). L' ANESM est chargée de la dimension qualitative dans le cadre de ces inspections. Elle élabore des référentiels de recommandations spécifiques aux publics accueillis qui s'imposent aux établissements. La bientraitance et l'éthique sont au centre de la démarche qualité. De ce fait, le conventionnement dépend à la fois d'un contrôle financier et d'un contrôle de la qualité de la prise en charge. Le médico-social doit s'orienter pour prendre soin vers l'éthique de la sollicitude (ou Caring), philosophie dans laquelle vouloir pour l'autre ce qui est bien pour lui est le réduire à la dimension d'être un objet de soin. S'il est un objet, il n'est pas un acteur de sa prise en charge. Cette problématique est au centre de l’éthique du travail social, de la rénovation de ces établissements, du projet individuel de la personne.

#### Intégration professionnelle en entreprise
L’insertion professionnelle des personnes en situation de handicap est un défi majeur pour les entreprises ainsi que pour les administrations. Ce défi est devenu central dans les politiques de ressources humaines des grands groupes et des PME françaises, notamment depuis la mise en place de la loi handicap du 11 février 2005. Celle-ci a fortement incité les entreprises à favoriser l’emploi direct ou indirect de personnes en situation de handicap, notamment par une pression financière accrue avec le quasi-triplement de la contribution AGEFIPH en cas de non-respect du quota, la pénalité s’élevant à 1 500 fois le SMIC horaire par unité de travailleur manquante, contre 400 ou 600 auparavant. Il s'agit d'un enjeu d'apprentissage organisationnel dans le cadre de la responsabilité sociétale de l'entreprise (RSE).

### Politiques médicales et technologiques
Le modèle biomédical adopte une perspective individualiste du handicap. Des penseurs comme Robert Castel ou Michel Foucault ont réfléchi sur la question : puisque selon le modèle biomédical, le handicap constitue un manque ou un dysfonctionnement, il faut que des spécialistes outillent, réparent ou éduquent la personne pour compenser le manque qu'elle représente dans une société de performance, particulièrement d'un point de vue économique et d'isolement social,.
 
De nombreuses avancées de la science ont permis de surmonter ou réduire un handicap. La médecine et la technologie permettent de nos jours de pallier un grand nombre de déficientes. Ainsi, les premiers exemples enregistrés de l'utilisation d'une prothèse date dès l'Antiquité. Le premier exemple de fauteuil roulant ou d'une audioprothèse date du XVIIe siècle.

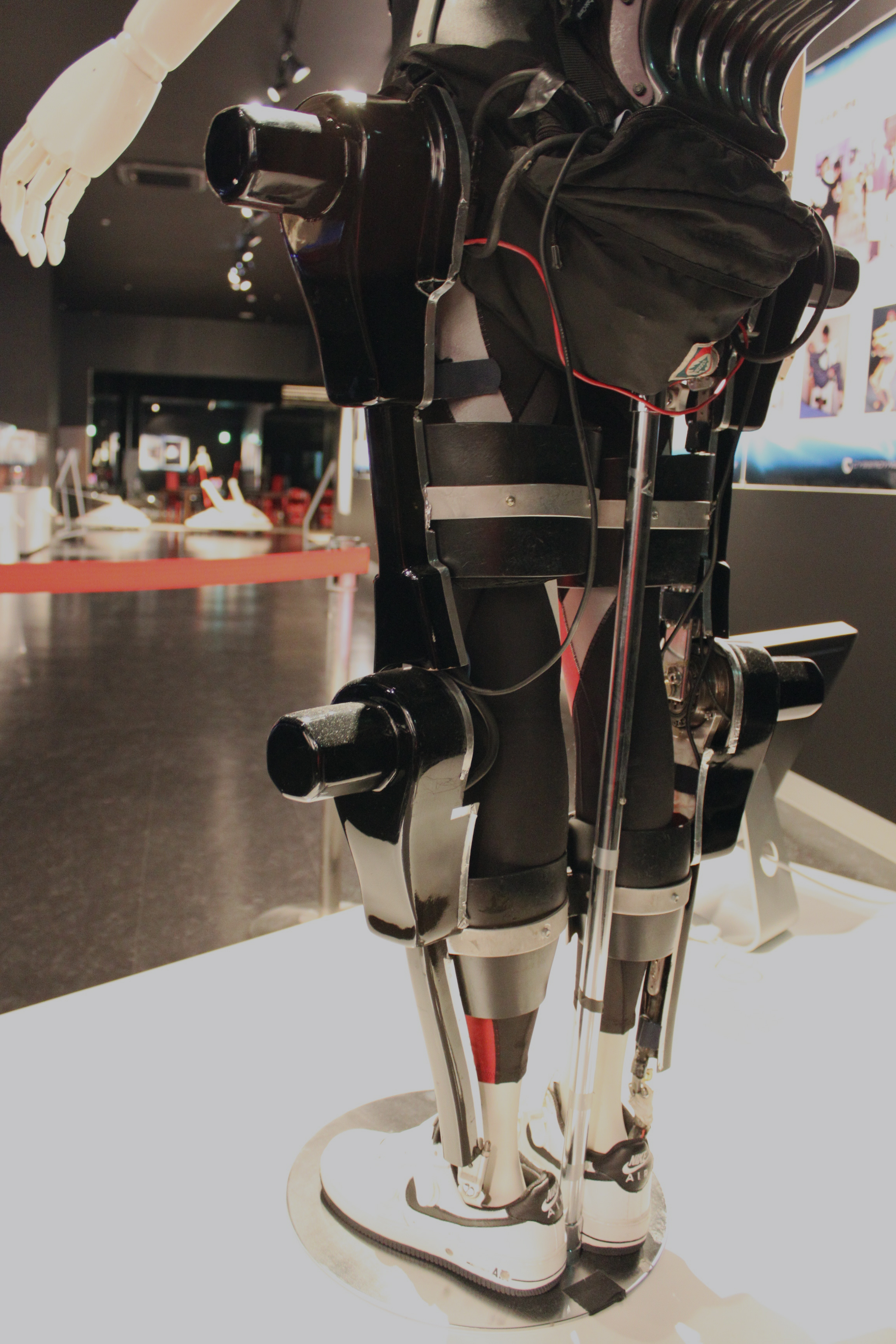
Exemple d'exosquelette qui pourrait permettre aux personnes paraplégiques de mieux se déplacer.

Le progrès des technologies de l’information et de la communication a aussi été étendu dans le domaine de la compensation du handicap. Comme l'ordinateur personnel et le téléphone sont devenus plus omniprésentes, diverses organisations ont développé des logiciels et du matériel (SMS, Jaws et Orca, logiciels pour déficients visuels, etc.) pour rendre les objets électriques plus accessibles pour les personnes handicapées. L’augmentation de puissance des processeurs et leur miniaturisation (des prothèses auditives par exemple) viennent bouleverser la portée et la nature des outils de lutte contre la déficiente. Le World Wide Web Consortium a reconnu la nécessité de normes internationales pour l'accessibilité du Web pour les personnes handicapées et créé la Web Accessibility Initiative (WAI).
Les centres de recherches évoluent comme des endroits capables de rechercher mais surtout de créer des dispositifs nanométriques implantables dans le corps humain afin de pallier un handicap. C'est le cas de Clinatec à Grenoble qui teste, entre autres, depuis le milieu de l'année 2017 un exosquelette capable de se mouvoir par la seule pensée du tétraplégique qui l'utilise. Ce programme baptisé Brain Computer Interface a été rendu possible par la proximité immédiate de Minatec, le centre de références des nanotechnologies en Europe. Bien que le geste opératoire reste lourd puisque les cinq patients autorisés doivent subir l'implantation de deux implants cérébraux équipés de 64 électrodes chacun afin de transmettre les ordres de mouvement à l'exosquelette, l'espoir reste immense dans la réussite du second chapitre de ce programme, celui de l'équilibre à tenir par l'exosquelette.

### Droit européen et international

#### Appels à la mise aux normes, aux enquêtes et à la sensibilisation
Catalina Devandas-Aguilar, experte indépendante mandatée par le Conseil des droits de l’homme et l'Assemblée générale des Nations unies, a effectué une visite en France du 3 au 17 octobre 2017 afin de formuler des avis sur la mise en œuvre des droits des personnes handicapées dans le monde. Elle reconnaît constater que certaines dispositions prises par la France ne sont pas conformes à l’article 12 de la Convention relatives aux Droits des Personnes Handicapées (CDPH), sur la capacité juridique des personnes handicapées : c'est le cas notamment du code électoral, du code civil et de la loi sur la santé mentale du 5 juillet 2011. Elle engage les autorités législatives à entreprendre un examen global de leur cadre normatif afin de finaliser le processus d'harmonisation juridique, conformément à l'article 4 de la CDPH.
Elle cite la loi sur l'égalité des chances de 2005 qui selon elle donne une définition du handicap ne correspondant pas à la Convention, et ne reconnaît pas le droit à des aménagements raisonnables.
Les données socio-démographiques relatives au handicap manquent. Par exemple, la dernière enquête de Handicap-Santé remonte à 2008 et le recensement national ne comporte aucune question relative au handicap. Les données relatives aux personnes autistes sont limitées, voire inexistantes.
Devandas-Aguilar juge que le fait de mettre l'accent sur la déficience de l'individu et non pas les manques relatifs aux services apportés contribue à l'isolement de celui-ci ainsi qu'au retard des politiques publiques quant à la modification de l'environnement et l'accès aux services de proximité destinés à permettre l'égalité effective avec les autres.
Elle propose de lancer une campagne de sensibilisation à grande échelle destinée à mettre en place une politique du handicap fondée sur les droits. La majorité des autorités publiques et prestataires rencontrées par elle se réfèrent d'emblée à la loi de 2005 et ne sont pas informées des dispositions novatrices de la CDPH. La voix des personnes handicapées est insuffisamment prise en compte.

#### Accessibilité et inclusion

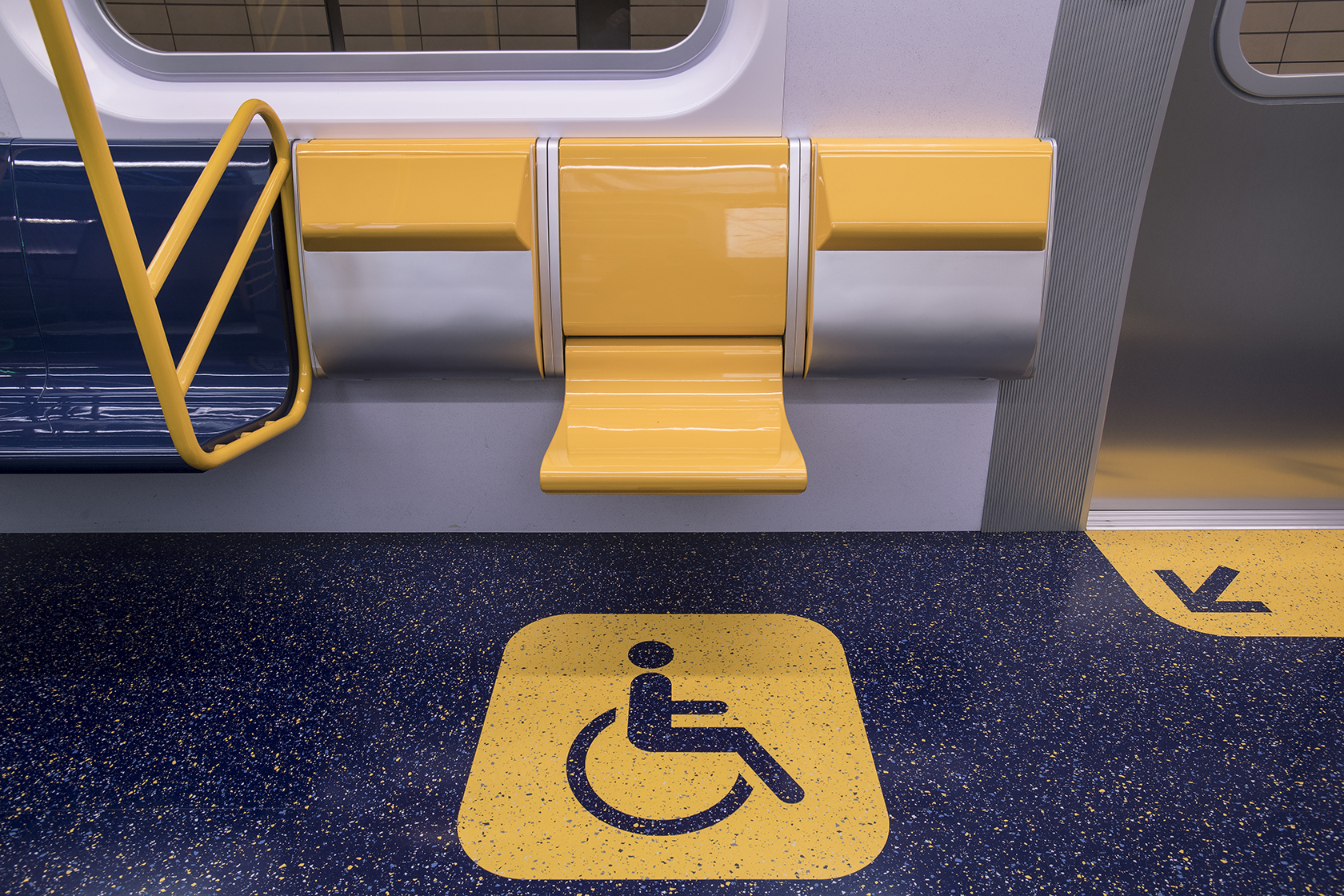
Emplacement réservé dans le métro de New York

Elle exhorte le gouvernement à accélérer et finaliser la transformation de l'environnement physique afin de permettre l'accessibilité aux infrastructures publiques et privées et aux transports en commun. La loi de 2005 a repoussé l'échéance initialement prévue pour 2015 pour l'obligation d'accessibilité totale des infrastructures et transports, et certaines dérogations sont même prévues dans le privé. Les déplacements et l'accès de base à santé représentent un défi pour de nombreuses personnes handicapées. La notion de logement inclusif apparait dans les années 1990, mais tarde à se développer. 
Un retard d'utilisation au quotidien de la langue des signes françaises (LSF) est constaté, y compris dans les services de base. Les campagnes de sensibilisation essentielles, qu’il s’agisse de la prévention du cancer et des maladies transmissibles, de santé publique ou de droits reproductifs, ne sont généralement pas accessibles à l’ensemble des personnes handicapées, notamment aux personnes sourdes-aveugles, autistes ou avec handicaps intellectuels. L'accent est mis sur l'usage des technologies alternatives et augmentatives (voir Communication améliorée et alternative). À cause du développement des technologies de l'information et de la communication, l'usage du braille est de moins en moins répandu, ce qui entraîne un risque d'analphabétisme des personnes aveugles.

#### Protection sociale
Les systèmes de protection sociale sont dénoncés pour leur caractère complexe et éclaté. La majorité des associations gérant les établissements et services privilégient le placement en institution plutôt que l'inclusion et la vie en société. Le système français de protection sociale est décrit comme ayant une approche paternaliste d'isolement plutôt que favorisant des mesures d'accès à la citoyenneté et la participation à la collectivité.

#### Éducation
Au niveau de l'éducation, il y a un manque de formation pour les auxiliaires de vie scolaire (AVS), d'adaptation des programmes scolaires ainsi que d'aménagements des salles de classe. Une politique globale de transformation du système éducatif est recommandée. L'experte engage également l'État à transformer les centres médico-sociaux (voir Institut médico-éducatif) en centres de ressources non résidentiels pour les enfants handicapés, car une fois que les enfants sont envoyés en centre médico-social, le Ministère de l'Éducation nationale n'en assure plus le suivi.

#### Institutionnalisation
Le placement en établissement des personnes handicapées est dénoncé (voir Désinstitutionnalisation), ainsi que le placement dans des établissements en Belgique de quelque 6 500 personnes dont 1 500 enfants, sans que les autorités n'assurent le moindre suivi. La demande toujours massive de placement en établissement traduit une carence massive en matière d'accompagnement de proximité. Environ 10 000 enfants et 200 000 adultes résident dans des institutions de toutes sortes. Le programme « Un chez-soi d'abord » mis en place à Marseille permet d'apporter des solutions de logements personnalisées ainsi qu'un accompagnement de proximité dans le respect des droits de l'individu, tout en permettant une meilleure répartition des ressources publiques.
Le gouvernement est appelé à la mise en place d'un moratoire afin de suspendre toute nouvelle admission d'enfants handicapé en institution.
D'après les données du Ministère de la Justice, il y aurait quelque 385 000 personnes handicapées mises sous tutelle et 350 000 sous curatelle. Les personnes autistes et celles avec handicap intellectuel sont placées d'office sous tutelle ou curatelle afin de faciliter leur placement en institution et leur accès aux prestations sociales. Malgré cela, le cadre juridique français pour la protection des majeurs, réformé par la loi no 2007‑308 du 5 mars 2007, envisage d’autres mesures moins restrictives telles que la sauvegarde de justice, le mandat de protection future, la mesure d’accompagnement social personnalisé, et la mesure d’accompagnement judiciaire. Le manque de sensibilisation chez les juges, les avocats, les familles et la population fait que celles-ci sont peu employées.
L'article 12 de la CDPH reconnaît aux personnes handicapées un statut de possesseurs de droits ainsi qu'une capacité à agir conformément au droit. La mise sous tutelle en particulier entraîne un risque d'institutionnalisation ainsi que, pour ces personnes, une privation de leurs droits. Toutes les personnes handicapées devraient bénéficier d'une prise de décision accompagnée afin de pouvoir décider par elles-mêmes.
L’adoption de la CDPH, le 13 décembre 2006, par l’Assemblée générale de l’ONU a permis d’inscrire au cœur des réflexions le paradigme de participation sociale et l’autodétermination des personnes en situation de handicap. Pour les membres des équipes éducatives, les questionnements sont multiples et font apparaitre des champs de tensions entre les enjeux individuels et collectifs. Pour les résoudre, de nombreuses initiatives institutionnelles autant créatives qu'intéressantes voient le jour[pas clair].

#### Soins sans consentement
Le Code de la santé publique, modifié par la loi no 2011-803 du 5 juillet 2011, régit les conditions et procédures relatives aux soins psychiatriques sans consentement, que ce soit en ambulatoire ou sous forme d’hospitalisation complète ou partielle, à la demande d’un tiers ou d’un représentant de l'État. Les personnes avec handicap psychosocial demeurent en hôpital psychiatrique durant de longues périodes, n'étant pas suffisamment informées de leurs droits à rencontrer le juge des libertés et de la détention. Les occasions de s'opposer à l'hospitalisation de ces personnes sont limitées, les juges se fiant principalement à l'avis des médecins.
Des cas d'abus sexuels et psychologiques, de recours à l'isolement ou à la contention, à la pratique du packing pour les personnes autistes, sont rapportés, ainsi que des menaces d'hospitalisation sans consentement émanant du personnel soignant. La mise en place de couvre-feux ainsi que de restriction de la mobilité est de mise pour les personnes hospitalisées en ambulatoire par la psychiatrie. La France est exhortée à revoir son cadre juridique relatif aux soins psychiatriques sans consentement de façon que toute intervention thérapeutique soit fondée sur un consentement libre et éclairé.

#### Emploi et chômage
En France, tout comme en Allemagne, le taux de chômage des personnes handicapées est estimé à 18 %, soit un taux deux fois plus élevé que la population globale même s'il amorcait en 2019 une très légère baisse. et les personnes handicapées à la recherche d'un emploi sont souvent moins qualifiées et plus âgées que la moyenne des chercheurs d'emploi,.
En France, la loi de 2005 impose une obligation d’emploi égale à 6 % de l'effectif salarié au bénéfice des travailleurs handicapés,
Le concept d'aménagement raisonnable, prévu à l'article 2 de la CDPH, n'est pas mise en place ni reconnu en matière d'emploi. Celui-ci permettrait d’assurer l'inclusion effective des personnes handicapées sur le lieu de travail, notamment par le biais d'aménagements permettant leur recrutement et leur évolution professionnelle.
Pour préserver l'insertion des personnes en situation de handicap dans la société, il existe des associations loi de 1901 qui s'engagent à aider les entreprises à embaucher du personnel handicapés de façon direct ou indirect, comme le fait l'UFOPH.

#### Représentation politique
Le Gouvernement est encouragé à participer à la mise en place d'organisations représentatives de toutes les catégories de personnes handicapées, notamment celles avec polyhandicap et handicap intellectuel, psychosocial ou de développement. Ces personnes ne sont pas pris en compte, ce qui constitue une entrave à l'article 29 de la CDPH. Le Conseil national consultatif des personnes handicapées (CNCPH) ne dispose pas de budget d'exploitation permettant d'assurer le bon fonctionnement de celui-ci. Les procédures de consultation auprès de prestataires de services ainsi que d'associations de parents représentant leurs intérêts ne sont pas suffisantes, notamment en zones rurales ou dans les départements et régions d'outre-mer.
L'article L5 relatif à la suspension du droit de vote pour certaines personnes sous tutelle, dans le Code Électoral, doit être révoqué, car 17 % des personnes handicapées mises sous tutelle sont privées de ce droit. Il y a également un manque d'accessibilité des bureaux de vote et des campagnes électorales.

#### Aide publique au développement
L'aide publique au développement n'est pas inclusive et accessible aux personnes handicapées, alors que ce devrait être le cas selon l'article 32 de la CDPH.

## Analyse sociale du handicap
Le terme handicap est employé pour la première fois en 1967 dans le Rapport Bloch-Lainé,,. Historiquement, les termes précédemment utilisés pour désigner le handicap physique (Infirme, Cagot), et pour le handicap mental (crétin, idiot, imbécile, débile, fou), sont regroupés sous le terme générique médical d'« oligophrénie », terme qui regroupe différents types de handicap aujourd'hui définis par les nomenclatures : américaines   DSM-V  qui a succédé  depuis 2013 au DSM-IV et internationale CIM-10.
Ces nomenclatures sont utilisées en particulier par la recherche médicale pour qui il est important d'avoir des normes identiques des pathologies et des handicaps
Dans une perspective anthropologique, la conception d'une diversité des corps est observée dans toutes les sociétés et toutes les époques selon plusieurs spécialistes, comme Stiker, Fougeyrollas et Gardou. Toutefois, les normes corporelles varient entre les sociétés, et par le fait même, la conception de la différence. Le handicap, selon Fougeyrollas, peut donc « être conçu comme altération, lésion ou comme relationnel, fonctionnel, en déséquilibre», et à cela est généralement attribuée une connotation négative. La personne qui est marquée par ce tabou doit prendre des mesures pour ne pas déranger le bon fonctionnement, pratique ou symbolique, de la société à laquelle elle appartient.

### Termes anciens
- Infirme : le mot infirmerie est d'origine clunisienne : dans certaines abbayes d'hommes, nom d'un office claustral dont le revenu est destiné à l'entretien des religieux malades. Il était dû tant de blé de rente à l'infirmerie de telle abbaye (provençal : efermier, enfermer ; espagnol : enfermero ; italien : infermiere). Dérivé du verbe latin firmare rendre ferme, solide ; les termes « fermer » et « infirmerie » ont la même origine, en vieux français enfermerie et en occitan Enfermer.
- Prieur de l'infirmerie, dignitaire de l'ordre de Malte, présidant les douze prêtres chargés du spirituel dans l'intérieur de l'hôpital[94].
- Infirmière, infirmerie : jusqu'à la professionnalisation des soignantes début du XXe siècle, l'infirmière étant une sœur de charité, les infirmeries dans les communes (dispensaires), sont des maisons de charité jusqu'au XVIIIe siècle. Les maisons de charité sont supprimées à la Révolution par la confiscation des biens nationaux. L'infirmerie jusqu'au XVIIIe siècle est le lieu où l’on traite les faibles (indigents, vieillards, malades), mais aussi un lieu où l’on enferme.

Tableau synthétique de la vision historique et sociale du handicap
|                                                                          | Étiologie                                                             | Traitement social | Prise en charge, soins |
| ------------------------------------------------------------------------ | --------------------------------------------------------------------- | --- | --- |
| Lépreux Cagots (infirmité) Crétins Antiquité, Moyen Âge                  | Malédiction divine, impureté                                          | Exclusion, Ostracisme, Meurtre à la naissance des mal formés                                                                                             | Absence ou par les autres malades (pairs) |
| Maladie sans infirmité Antiquité romaine (Galien) Moyen Âge              | médicale et divine                                                    | au domicile familial, épreuve divine | objet de soins, aidant : (travail des femmes) Médecin au chevet.                                                                               |
| Époque moderne                                                           | physiologique ou psychique                                            | Sécurité sociale, travail social | Domicile ou hospitalière, Professions de santé, objet de soins, rééducation, éducation à la santé                                              |
| Infirmité, Imbécillité, Débilité Du XVIIe au XIXe siècle                 | Fatalité divine car le soin n'est pas efficace                        | Enfermement, réhabilitation par le travail Abandon au tour                                                                                               | Hospice, Hôpital Général, ou Psychiatrique, sœurs de Charité                                                                                   |
| Maladie Mentale, Déficience mentale Époque moderne jusqu'aux années 1950 | Tare héréditaire                                                      | Enfermement, Eugénisme, réhabilitation par le travail | Hôpital Psychiatrique, Stérilisation, Professions de santé et religieuses                                                                      |
| Handicap Époque actuelle                                                 | origine physiologique                                                 | Prise charge sociale et juridique et du manque, Compensation financière AAH, Protection juridique Curatelle Tutelle, CAT, Emploi réservé, travail social | Établissement spécialisé, Domicile pour les handicaps les moins lourds, objet de soin, rééducation, éducation à la santé, Professions de santé |
| Handicap & Maladie Mentale Allemagne 2° guerre mondiale                  | Tare héréditaire, impureté de la race                                 | Eugénisme, Darwinisme social | Euthanasie de masse |
| Maladie Mentale France 2e guerre mondiale                                | Tare héréditaire,                                                     | Eugénisme, Darwinisme social | Mort par abandon des soins (40 000 morts) |
| Handicap & Maladie mentale Époque actuelle, post-moderne                 | Le handicap la maladie vécu communautaire, origine bio-psycho-sociale | Accès à la citoyenneté, Droit à la différence, Travail communautaire, intégration sociale et scolaire,                                                   | Empowerment, Autosupport, Prévention par les pairs, personne handicapé et sa famille partenaire du soin, Professions de santé.                 |

### Démographie et prévalence

#### Estimation mondiale
Il y a quelque 650 millions de personnes handicapées dans le monde selon le Rapport mondial sur le handicap de l'OMS et de la Banque mondiale. Si on y ajoute les familles élargies, ce sont 2 milliards de personnes qui sont concernées.
En 2004, l'Organisation mondiale de la Santé a estimé que sur une population mondiale de 6,5 milliards de personnes, près de 100 millions de personnes sont gravement handicapées.
Les personnes handicapées représentent 20 % des personnes les plus pauvres, dans les pays les plus pauvres ; 98 % des enfants handicapés ne fréquentent pas l’école, 30 % des enfants des rues sont des enfants handicapés. Il y a un large consensus parmi les experts dans le domaine selon lequel le handicap est plus fréquent dans les pays en voie développement que dans les pays développés. Le lien entre handicap et pauvreté fait partie d'un « cercle vicieux » dans lequel ces constructions se renforcent mutuellement.

#### Évolution en France
La prévalence des personnes reconnues comme handicapées augmente en France.
Comme indicateur, la prévalence des personnes majeures bénéficiaires de l'AAH est passé de 1,25 % (1 personne sur 80) en 1990 à 2,2 % en 2017 (1 personne sur 45).

#### Handicap lié aux conflits armés
Près de huit millions d'hommes en Europe de retour de la Première Guerre mondiale ont été handicapés de façon permanente par une blessure ou une maladie.
En 1919, le ministère des anciens combattants met en place l'ONAC, chargé de trois missions : la reconnaissance du statut de grand invalide de guerre (le barème d'évaluation des handicaps subis par les victimes de guerre détermine le montant de la pension d'invalidité et la loterie nationale est mise en place pour financer l'action sociale de l'ONAC au bénéfice des gueules cassées) ; la reconnaissance du statut de pupille de la Nation et de veuve de guerre, et enfin celle du statut d'ancien combattant.
L'ONAC gère des maisons de retraite et possède des conventions avec des EHPAD publics ainsi que des centres de réadaptation professionnelle ouverts aux invalides civils, elle a des conventions avec des centres de l'ADAPT ou des Ugecam de la sécurité sociale pour la réadaptation. Par la suite au XXe siècle, ce sont principalement les invalides de guerre qui sont concernés, l'ONAC les prenant en charge sur la base d'un barème d'évaluation proposé par le ministère des Anciens Combattants.

#### Handicap lié à l'activité professionnelle
La loi de 1898 sur les accidents du travail met à la charge de l'employeur une assurance permettant le versement d'une indemnisation au titre des infirmités acquises dans le cadre du travail (Accident du travail et maladie professionnelle).
Le barème de l'ONAC a été utilisé comme référence pour l'évaluation du niveau d'invalidité par la Cour nationale de l'incapacité et de la tarification de l'assurance des accidents du travail. Le reclassement professionnel est défini par la loi du 23 novembre 1957 du code de la sécurité sociale dans laquelle apparaît le terme de travailleur handicapé. Actuellement, la préoccupation en matière de sécurité au travail concerne les maladies professionnelles liées aux gestes et postures répétitives et les troubles musculosquelettiques qui en résultent.

### Conditions sociales
Les personnes handicapées encourent davantage de risques d’être victimes de violences et de viols et elles ont moins de chance d’obtenir une intervention de la police, une protection juridique ou des soins préventifs.
Selon l’Organisation internationale du travail (OIT), le chômage des personnes en situation de handicap atteint 80 % dans de nombreux pays. Deux tiers des chômeurs handicapés assuraient qu’ils aimeraient travailler mais n’arrivaient pas à trouver un emploi. Les personnes en situation de handicap sont également et souvent confinées dans des emplois peu qualifiés, mal payés, avec peu ou pas du tout de protection sociale et juridique.

### Autonomisation des personnes en situation de handicap
L'autonomisation ou empowerment, terme créé en 1960 sous ce sens et importé de l'anglais, désigne la prise en charge de la personne handicapée par elle-même pour accéder à l'autonomie (en français : autonomisation, émancipation, habilitation, capacitation, autorisation). Dans cette perspective, les sourds et les aveugles sont déjà organisés dans des groupes communautaires et culturels leur permettant de surmonter leur handicap (par exemple : utilisation de la langue des signes, du Braille, enseignement spécifique).
À partir des années 1990 et 2000, les mouvements sociaux des droits civiques et le mouvement international de défense des droits des personnes handicapées prennent de nouvelles formes. Le terme de personne handicapée continue à être utilisé de manière générale, mais il est de plus en plus couramment admis grâce aux luttes sociales que le handicap n'est pas la principale caractéristique identitaire d'une personne, que ce statut change selon le temps et le contexte, et que justement ce contexte peut être source d'oppression. Le handicap de plus en plus est compris selon une dynamique relationnelle et situationnelle.
La politique d'action sociale en direction des personnes atteintes de handicap en France émane de trois acteurs principaux : le politique (État et Départements), les professionnels du secteur médico-social, les familles. Les personnes avec un handicap ont de grandes difficultés pour faire reconnaître leur différence en matière de communauté et de culture. En santé communautaire, la prévention par les pairs que l'OMS et l'Union européenne viennent de mettre en place (avec un programme de recherche action sur la fonction des pairs en santé communautaire), paraît consister en une prévention organisée avec la participation d'anciens — malades mentaux, anciens buveurs — autrement dit, ayant intégré ou réintégré le groupe dominant de ceux qui n'ont pas de problème mental ou qui sont abstinents (ou buveurs modérés)[réf. nécessaire], contrairement à des groupes de paroles entre personnes vivant ces difficultés.
Les personnes en situation de handicap se revendiquent comme des personnes comme les autres, c'est-à-dire comme des personnes ayant des droits identiques à n'importe quelle personne valide ou non.
La lutte pour des droits civiques identiques à ceux des valides émanant des États-Unis est portée par le Mouvement pour la Vie Autonome (Independent Living Movement). Pour ce dernier, la vie autonome (Independent Living) est :

« La Vie Autonome est une philosophie et un mouvement de personnes handicapées qui luttent pour l'égalisation des droits et des chances, le respect de soi - la dignité - et l'autodétermination. La Vie Autonome ne veut pas dire que les personnes handicapées n'ont besoin de personne, qu'elles veulent tout faire par elles-mêmes, ni qu'elles veulent vivre dans la solitude. La Vie Autonome veut dire que les personnes handicapées veulent le même contrôle et les mêmes choix dans la vie quotidienne que leurs homologues valides pour qui tout cela est naturel. Ceci inclut la possibilité de grandir dans leur famille, d'aller à l'école de leur quartier, d'utiliser les bus ordinaires, d'être employé selon leur formation et leurs capacités, de pouvoir accéder, à égalité de droits, aux mêmes services et organismes de la vie sociale que les personnes valides, aux mêmes activités culturelles et aux mêmes loisirs. Surtout, comme n'importe qui d'autre, les personnes handicapées doivent pouvoir penser et parler pour et par elles-mêmes et être responsables de leur vie. […] »

Cette vision de l'autonomie nous renvoie à la philosophie kantienne, à l'autonomie et à la liberté. (cf. Fondements de la métaphysique des mœurs et Critique de la raison pratique). Qu'est que la liberté pour Kant ? C'est la capacité à poser et à respecter par soi-même des règles qu'en droit l'on pourrait ériger en norme universelle. Il n'y a paradoxalement de liberté que dans la soumission aux contraintes qui sont celles que se pose tout être raisonnable : égards pour la dignité d'autrui et pour la sienne propre (cf. impératif catégorique, dans ses trois formulations, dans les Fondements de la métaphysique des mœurs). Être autonome c'est faire des choix. Si on a besoin d'une aide technique ou humaine pour s'habiller, se déplacer… un matériel ou un auxiliaire de vie peuvent nous y aider. Ce n'est donc pas l'autonomie telle qu'elle est définie par les nombreuses grilles d'autonomie que fabriquent les professionnels des institutions (exemple : la grille AGGIR du degré de dépendance des personnes âgées pour obtenir l'Allocation personnalisée d'autonomie).
Un autre aspect de ILM c'est l'auto-support (ou accompagnement par les pairs) :

« Les personnes handicapées ont forgé une identité de groupe. Nous partageons une histoire commune d'oppression et un lien commun d'engagement à la résistance. Nous produisons de l'art, de la musique, de la littérature, et d'autres expressions de nos vies, de notre culture, tirées de notre expérience du handicap. Surtout, nous sommes fiers de nous-mêmes en tant que personnes handicapées. Nous revendiquons avec fierté nos handicaps en tant que partie de notre identité. »

Cette vision de l'accompagnement vient des associations de malades atteints par le VIH, comme AIDES et ACT UP en France, dans le cadre des programmes de réduction des risques mis en place par la MILT, l'auto-support étant un terme utilisé par les Pays-Bas pour parler des associations d’usagers de drogue (syndicat de junkies). De même, en France, ASUD est représentatif de ce type d'association.
Pour les personnes autistes, les mouvements sont également d’origine américaine (Mouvement pour les droits des personnes autistes).
En France après mai 68, les « mouvements de lutte contre l'assistance », sont représentés principalement par le MDH (Mouvement de défense des handicapés), et le CLH (Comité de lutte des handicapés). Le CLH est né sur l'initiative de militants d'extrême gauche qui se sont séparés du Front libertaire pour former ce comité de lutte. Le MDH était à l'initiative de la contestation par des personnes handicapées, estimant que la loi Weil de 1975, en donnant la part belle à l'assistance, ne faisait pas des personnes atteintes de handicap des citoyens à part entière et que la place des personnes handicapées dans les COTOREP était inexistante.
Le MDH a édité durant plusieurs années un journal, L'exclu, le CLH, les Handicapés méchants.
Leur position radicale l'a rendu inaudible pour les familles et les professionnels. Toutefois leur questionnement reste entier, et revient au travers de l'empowerment. La mise en place des conseils de vie sociale (CVS) est une réponse partielle à la citoyenneté.
L'empowerment des personnes handicapées porte sur cinq domaines :
- sociétal et politique, la reconnaissance de la citoyenneté d'une minorité ;
- la vie affective et sexuelle (assistant sexuel) ;
- les déplacements ;
- le logement ;
- la discrimination positive.

La vie affective passe par une révolution des mentalités, elle n'a pas qu'une dimension sexuelle. Elle passe par la vie de couple entre valide et non valide. Des films confidentiels, L'Amour handicapé (1979), Nationale 7 (2000) posent déjà (avec humour) cette question[source insuffisante]. Dans la même veine, Yes, We Fuck ! aborde le thème de la sexualité handicapée en y apportant des éléments queer et BDSM. Les déplacements sont compliqués pour les personnes non valides, c'est également un problème qu’un ancien article de Rue89 : « Et si on facilitait l'accès des handicapés au métro et au RER ? » rappelle comme enjeu majeur pour les invalides. La discrimination positive est la question de l'accès à une éducation non spécialisée, mais avec un accompagnement AVS et la question de l'emploi en milieu ordinaire et non en établissement ou service d'aide par le travail.

### Le handicap dans la culture
Plusieurs œuvres ont dépeint des personnages handicapés. La littérature a constitué un des principaux vecteurs essentiels (avec la tradition orale) des représentations sociales sur le handicap. Les représentations varient selon le type de déficience du héros. Le héros mythologique grec Œdipe qui se crève les yeux est un exemple marquant. Si le handicap est souvent très présent dans les œuvres, ce sont souvent des personnages secondaires, voire épisodiques, qui apparaissent. Le handicap a également été marqué par le cinéma et les séries de télévision. Un exemple notable au cinéma est La Monstrueuse Parade, film américain sorti en 1932.
Jessica Begon décrit la représentation médiatique des personnes handicapées comme une injustice épistémique, cette représentation étant polarisée entre deux figures stéréotypées, celle de la victime tragique de son handicap (Quasimodo, Elephant Man, le personnage principal de Avant toi, etc), et celle du héros source d'inspiration (Rain Man, etc) : aucune de ces deux représentations ne correspond aux souhaits des personnes concernées, qui demandent plutôt une visibilité dans la sphère publique de personnages handicapés qui vivent une réalité comparable à leur quotidien. La représentation du super-héros handicapé, dite supercrip en anglais, fait émerger un super-héros à partir d'un handicap subi (la cécité donne Daredevil, un accident subi par Tony Stark donne l'exosquelette d'Iron Man, etc), empêchant d'identifier clairement ces personnages comme handicapés, tout en faisant peser sur les personnes handicapées réelles une injonction à « dépasser leur handicap » à la manière de ces personnages. Cette même rhétorique du super-héros handicapé est déployée pendant les jeux paralympiques.

#### Fictions
- Victor Hugo, Notre-Dame de Paris, 1831.
- Victor Hugo, L'Homme qui rit, 1869
- Tod Browning, La Monstrueuse Parade, 1932
- John Steinbeck, Des souris et des hommes, 1937.
- Stefan Zweig, La Pitié dangereuse, 1939.
- Daniel Keyes, Des fleurs pour Algernon, 1960.
- Barry Levinson, Rain Man, 1988.
- Jaco Van Dormael, Le huitième jour, 1996
- Mark Haddon, Le Bizarre Incident du chien pendant la nuit, 2003.
- Paolo Giordano, La Solitude des nombres premiers, 2008.
- Philip Roth, Némésis, 2012.

#### Témoignages
- Temple Grandin, Ma vie d'autiste, 1999.
- Patrick Segal, L’homme qui marchait dans sa tête, 1977.
- Éléonore Laloux, Triso et alors !, 2014.
- Damien Monami Legros, Face aux vents contraires, 2022.

#### Filmographie
Le premier film connu pour l’interprétation de rôle d’une ou de personnes handicapées est La Monstrueuse Parade (Freaks), film américain sorti en 1932. Ainsi, les premiers cinéastes jouaient sur la peur qu'inspirait le handicap et les montraient « comme le sont aujourd’hui les Aliens », c'est-à-dire porteurs de menaces envers la communauté humaine. Depuis la fin des années 1980, les productions hollywoodiennes lancent de plus en plus de films qu'auparavant et emploient ainsi des stars et des acteurs célèbres qui vont mettre en évidence le handicap. On peut rappeler à ce sujet des films et des performances, comme celle de John Hurt dans Elephant Man (1980), dans le rôle de John Merrick ; de Dustin Hoffman dans Rain Man (1988), dans le rôle de Raymond Babbit, un mathématicien autiste ; de Daniel Day-Lewis interprète inspiré de la vie de Christy Brown dans My Left Foot (1989) ; et surtout de Tom Hanks dans Forrest Gump (1994). Plus récemment, on peut le voir aussi avec Ray (2004), Intouchables et De rouille et d'os.

#### Documentaires
- Henri-Jacques Stiker, Tombés du ciel ? Petite et grande histoire des luttes pour les droits des personnes handicapées, 2010

### La vision du handicap à travers les trois religions monothéistes
- Si vous ne connaissez pas le sujet, laissez ce bandeau (vous pouvez alors contacter les auteurs).
- Si vous supprimez le contenu mis en cause (vous pouvez préalablement contacter les auteurs),

argumentez précisément cette suppression dans la page de discussion
(un manque de référence n'est pas un argument ; une recherche réelle de référence doit avoir été effectuée, être formellement documentée).

#### Judaïsme
À travers le judaïsme, pour obtenir les bénédictions de Dieu, il faut aimer son prochain et le respecter. Ainsi, il faut aimer celui qui est différent, c’est pour cela qu’une personne croyante au judaïsme ne doit pas rejeter les personnes en situation de handicap, et doit lui apporter son affection en le prenant en considération. La Torah, indique que société ne peut pas se dire être morale si elle n’est pas morale envers les handicapés. Pour eux, « Le défaut n’est pas chez le handicapé, mais parmi le public », puisque le handicapé est considéré comme une personne à part entière, ayant une âme. Il ne faut pas juger les personnes en fonction de leur capacité mais au contraire le juger par rapport à ce qu’il apporte aux autres. La Torah distingue trois types de handicaps : la déficience physique, mentale et morale. Les déficiences physiques et mentales sont « l’affaire de dieu » tandis que les déficiences morales reposent sur l’homme. Celui-ci doit se reprendre en main s’il veut accéder au royaume des cieux. En ce qui concerne l’enseignement aux enfants handicapés, la torah évoque qu’il faut avant tout aller à l’essentiel et leur apprendre le sens des épreuves qu’ils auront à surmonter dans leur vie (santé, regards des autres…) mais surtout que son existence provient d’un message de dieu.

#### Islam
L’Islam a une vision qui considère le sujet handicapé, il revoit également les comportements à leur égard. Le handicap ne désigne pas un obstacle à la vie. Puisqu’il est vu comme un don et une épreuve exigés par Dieu. Le Coran pointe l’égalité entre une personne en situation de handicap et une personne « ordinaire ». Plusieurs dispositions sont mises en œuvre pour adapter les situations handicapantes d’un croyant invalide. Si nous analysons une citation dans le Coran, on pourrait croire que le Coran méprise les non-voyants. Néanmoins la cécité dont évoque le Coran est seulement celle du Cœur : « Ce ne sont pas les regards qui sont atteints de cécité, mais les cœurs enserrés dans les poitrines ». Il reste beaucoup à faire dans les pays d’Islam car ces pays sont marqués par la pauvreté, une grande industrialisation ainsi que des conflits.

#### Christianisme
Quant au christianisme, la vision du handicap correspond à celle de Jésus, puisque pour lui il ne faut pas se faire du mal en cherchant les différentes causes qui sont à l’origine du handicap. Il veut simplement que l’on témoigne de l’amour de Dieu. Jésus utilise un langage tactile avec les personnes atteintes d’un handicap sensoriel. Le christianisme veut seulement voir la face positive du handicap, celle qui nous fera avancer. Le terme officiel du handicap adopté par le Conseil Œcuménique des Églises désigne les « personnes aux potentialités différentes ».